# JDBC
JDBC (Java Database Connectivity) er et API for Java-programmeringssproget, der definerer hvordan en klient kan tilgå en database. API'et tilbyder metoder til at forespørge i data samt opdatere data. JDBC er orienteret imod relationelle databaser. 
Standardudgaven af Java, J2SE, inkluderer JDBC-API'en sammen med en ODBC-implementation, der tillader forbindelser til enhver relationel database, der understøtter ODBC-grænsefladen. 

## Overblik
JDBC har været en del af Java SE siden udgivelsen af JDK 1.1. 
JDBC-databaseforbindelser tillader at oprette og eksekvere statements, såsom SQL INSERT, UPDATE og DELETE, eller forespørge i data via forespørgselsstatements med SELECT. JDBC understøtter også stored procedures. 
Forespørgsler returnerer en samling af JDBC-ResultRows, der kan benyttes til iteration af resultat-datamaterialet. 